# Аманинетеиерике
Аманинетеиерике (Аманнетеиерике, Аман-нете-иерике, Ирике-Амманоте, Арикаманиноте) — царь Куша (Нубия) в 431—404 годах до н. э.

## Биография
Этот властитель известен двумя группами памятников. Его пирамида № 12 в Нури является самой большой в погребальном комплексе. Она имеет длину в 26,25 метров и расширялась по меньшей мере однажды, вероятно, при жизни царя. Первоначальные её размеры соответствовали другим пирамидам Нури. В храме Амуна (Кава) Аманинетеиерике в его честь помещены три длинные надписи, которые уведомляют в подробностях о времени его правления.
Аманинетеиерике был сыном царя Малиевиебамани и преемником Талакамани. Воцарился он в возрасте 41 года и правил как минимум 25 лет.
Самый длинный текст, выгравированный на восточной стене храма, сообщает о его восшествии на престол и поездке по всем важным местам страны, где царь должен был, по-видимому, достигнуть благосклонности Амуна для своего правительства.

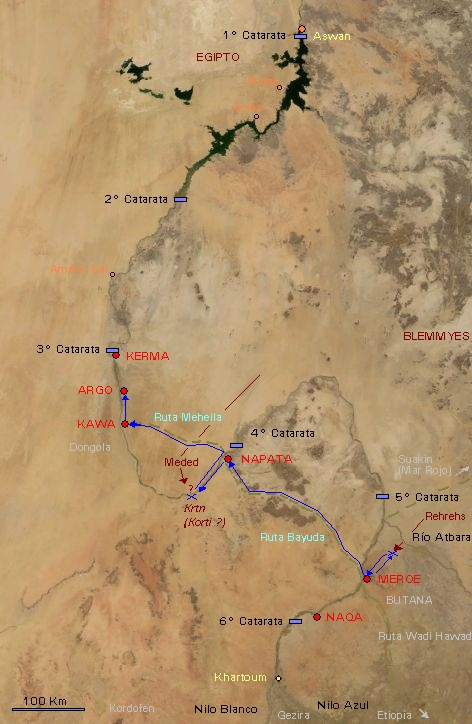
Кампания Аманинетеиерике.

Надпись начинается с титула властителя. Затем сообщается о смерти Талакамани в Мероэ: отчетливый признак, что уже тогда этот город служил резиденцией монархов. В это же время царь узнаёт о восстании кочевников «Рхрх». После коронации Аманинетеиерике подавляет мятеж, и отправляется в путешествие от Напаты (где происходила коронация) в Мероэ. Затем он посетил Кертьен и воевал против кочевников Медеда. После этого Аманинетеиерике направился в Каву, где в храме Амуна ещё раз возводится на престол, то же самое повторяется в Пнубсе. Далее опять следует Кава, где царь отмечает в храме праздник Амуна, делает храму пожертвования и устраивает ночную и дневную процессии в честь бога. Затем приезжает царица-мать. Вновь следуют ритуалы возведения на престол и новые подношения в храм Амуна. Наконец, властитель идет в храм Кавы и молится там Амун-Ре.